# Soplówka bukowa

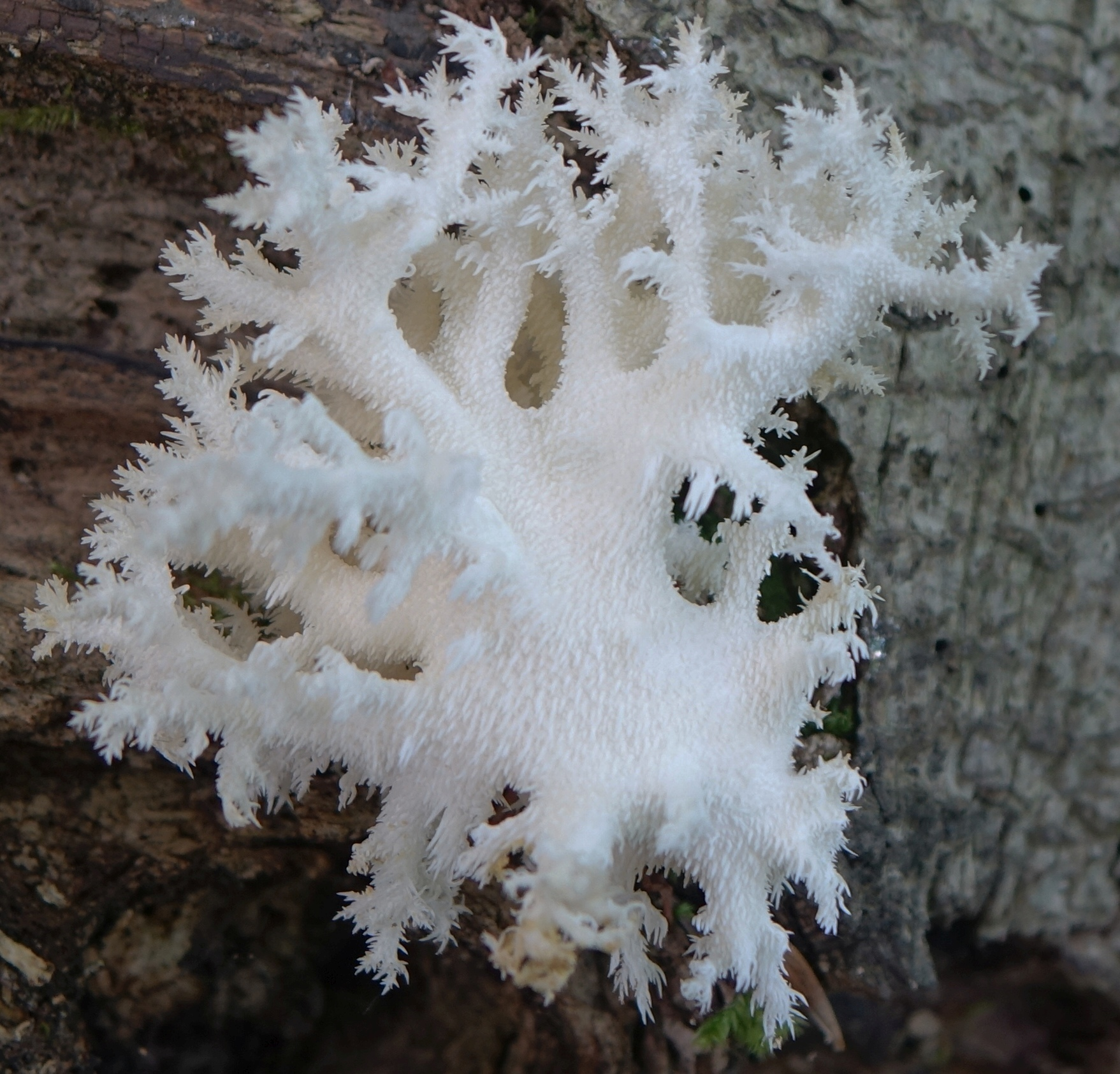
Fragment owocnika

Soplówka bukowa (Hericium coralloides (Scop.) Pers.) – gatunek grzybów należący do rodziny soplówkowatych (Hericiaceae), typowy dla rodzaju Hericium

## Taksonomia
Pozycja w klasyfikacji według Index Fungorum: Hericium, Hericiaceae, Russulales, Incertae sedis, Agaricomycetes, Agaricomycotina, Basidiomycota, Fungi.
Gatunek ten był opisywany i ilustrowany już przez wczesnych przyrodników, m.in.: Charles’a de L’Écluse, Francisa van Sterbeeck, Josepha de Tournefort, Paolo Boccone i Piera Micheli.
Jacob Schäffer zilustrował ten gatunek w 1763, natomiast jego opis i odniesienia do wcześniejszych prac podał w jednym z kolejnych tomów.
Zgodnie z kodeksem ICN przyjmuje się, że pierwszą poprawną diagnozę podał w międzyczasie Giovanni Scopoli w drugim tomie drugiej edycji „Flora Carniolica” z 1772, zaliczając go do rodzaju Hydnum („1602. Hydnum Coralloides. [...] Diagn. Stipes ramosus; ramis ultimis subtus echinatis”). Jako ikonografię podał m.in. ilustracje Micheliego i Schäffera.
Rok później Peter von Pallas w drugiej części „Reise durch verschiedene Provinzen des rußischen Reichs” opisał gatunek Hydnum clathroides, przez wielu autorów uznawany za synonimiczny z H. coralloides.
Christiaan Persoon w artykule Neuer Versuch einer systematischen Eintheilung der Schwamme, opublikowanym w „Neues Magazin für die Botanik” z 1794 przeniósł gatunek H. coralloides do nowo utworzonego rodzaju Hericium, natomiast H. clathroides von Pallasa uznał za jego odmianę.
Pracą zatwierdzającą dla tego taksonu jest pierwszy tom „Systema mycologicum” Eliasa Friesa z 1821. Został tam zaliczony do ówczesnego plemienia Merisma w rodzaju Hydnum.
W szóstym tomie „Sylloge Fungorum” Piera Saccardo z 1888 dla H. coralloides podano odniesienia do opisów i ilustracji Scopoliego, Friesa, Schäffera, Sowerby’ego, Patouillarda, Richarda, von Krombholza, Bulliarda i de l’Écluse’a. Dla gatunku H. clathroides odniesienia dotyczą jedynie autora diagnozy, von Pallasa oraz „Epicrisis systematis mycologici” Friesa. Podobnie stało się w przypadku H. ramosum, obecnie utożsamianego z H. coralloides: odniesienia dotyczą jedynie Schweinitza i powyższej pracy Friesa. W 1959 Rudolph Maas Geesteranus wykazał, że opisy Friesa były nieścisłe i zaproponował zmianę ujęcia gatunku H. coralloides. Do tej pory tradycyjnie nazywano tak okazy znajdowane na drewnie buków (Fagus), jednak Maas Geesteranus przypisał tę nazwę dla gatunku owocnikującego na jedlinie (Abies). Dla gatunku rozwijającego się w buczynie zaproponował natomiast ujęcie von Pallasa pod nazwą H. clathroides. Część późniejszych mykologów (m.in. Stanisław Domański, Marchand i Jahn) zaakceptowało nowy podział rodzaju. Nils Hallenberg w opublikowanej w 1983 analizie występujących w Europie soplówek podał w wątpliwość odrębność tych dwóch taksonów i pod wspólną nazwą H. coralloides zaproponował neotyp. Od tego czasu współcześni autorzy są zgodni jeśli chodzi o większość gatunków opisanych w przeszłości jako odrębne, jedynie właśnie Hericium clathroides stanowi wyjątek (większość źródeł je synonimizuje, ale np. Index Fungorum podaje go jako odrębny, zatwierdzony gatunek). Prowadzone dotychczas (2013) badania filogenetyczne nie rozstrzygnęły tej kwestii.
Niektóre synonimy według Species Fungorum i MycoBank:

- Dryodon acicularis (Sacc.) Bourdot 1932
- Dryodon coralloides (Scop.) P. Karst. 1881
- Friesites caput-ursi (Fr.) P. Karst. 1879
- Friesites coralloides (Scop.) P. Karst. 1879
- Hericium abietinum (Schrad.) Schleich. 1821
- Hericium alpestre f. caput-ursi (Fr.) Nikol. 1950
- Hericium caput-ursi (Fr.) Corner 1955
- Hericium laciniatum (Leers) Banker 1906
- Hericium reichii Opiz 1851
- Hydnum aciculare Sacc. 1880
- Hydnum caput-ursi Fr. 1863
- Manina caput-ursi (Fr.) Banker 1912
- Manina coralloides (Scop.) Banker 1912
- Medusina coralloides (Scop.) Chevall. 1826
- Merisma clathroides (Pall.) Spreng. 1827[7]
- Merisma coralloides (Scop.) Spreng. 1827

Nazwę polską podał Władysław Wojewoda w 2003 r. W polskim piśmiennictwie mykologicznym gatunek ten opisywany był też jako soplówka gałęzista, kolczak koralowy lub kolczak koralkowy.

## Morfologia
Owocnik
Nieregularnie owalny, duży, o średnicy 10–40 cm. Posiada krótki trzon rozgałęziający się na gałązki osiągające w starszych okazach grubość 3 cm. Gałązki te zakończone są pęczkami miękkich, cienkich kolców o długości 1–2 cm. U młodych okazów owocnik jest czysto biały, u starszych staje się śmietankowy lub kremowy.
Miąższ
Biały, kruchy i nie zmieniający koloru po przecięciu. Ma słaby zapach i smak.
Wysyp zarodników
Biały, amyloidalny. Zarodniki okrągławo-eliptyczne, szkliste, o średnicy 3–5 × 3–4 μm. Mają powierzchnię pokrytą drobnymi brodawkami.
Gatunki podobne
- soplówka jodłowa (Hericium alpestre). Występuje tylko na jodle i brak jej igiełek na gałązkach, skupione są one na końcu gałązki w pęczki. Są one zwisające, dłuższe niż u soplówki bukowej i mają ostre końce[16],
- soplówka jeżowata (Hericium erinaceus) ma owocnik też porośnięty zwisającymi igiełkami, ale nie rozgałęzionymi.

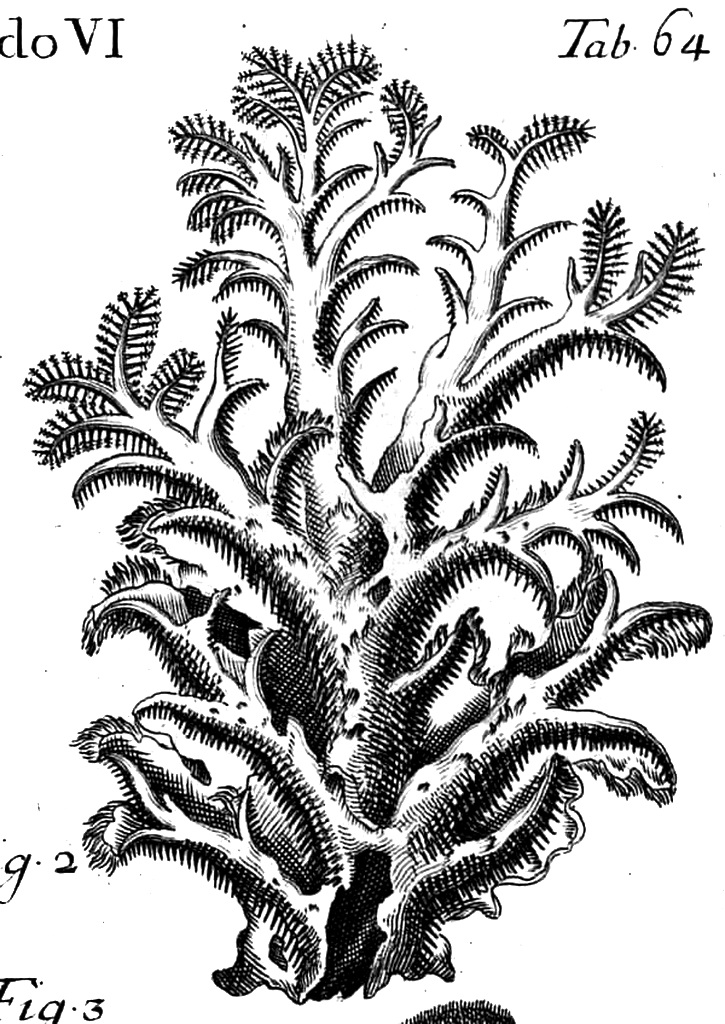
Agaricum esculentum, cespitosum, multifidum... (P.A. Micheli, 1729)
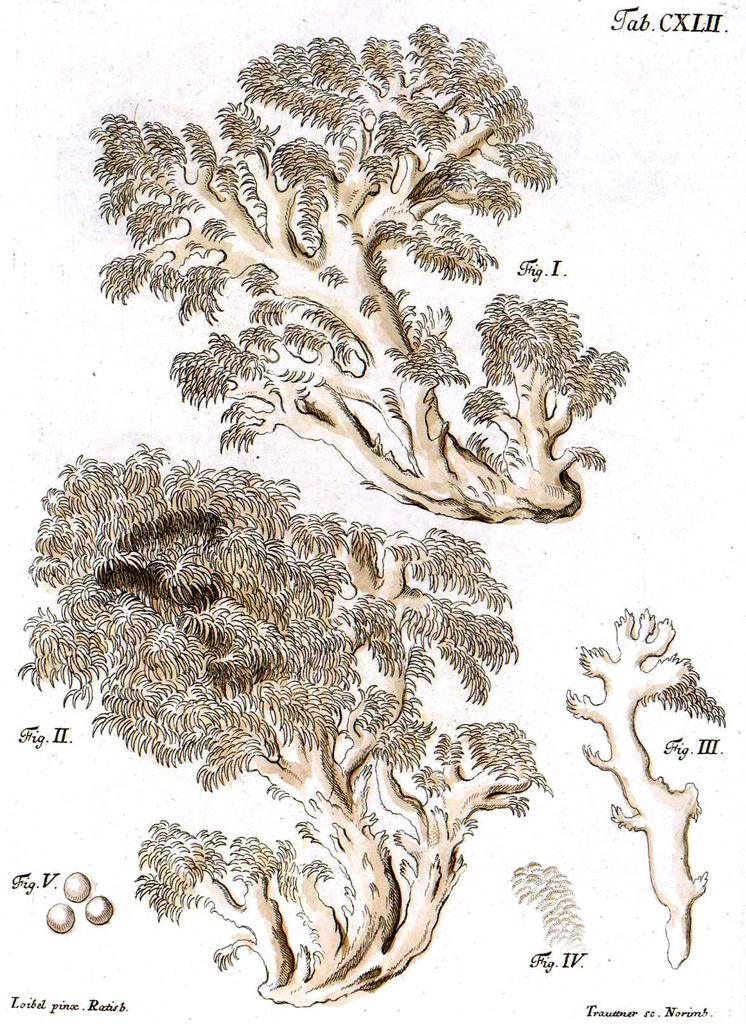
Hydnum coralloides (J.C. Schäffer, 1763)
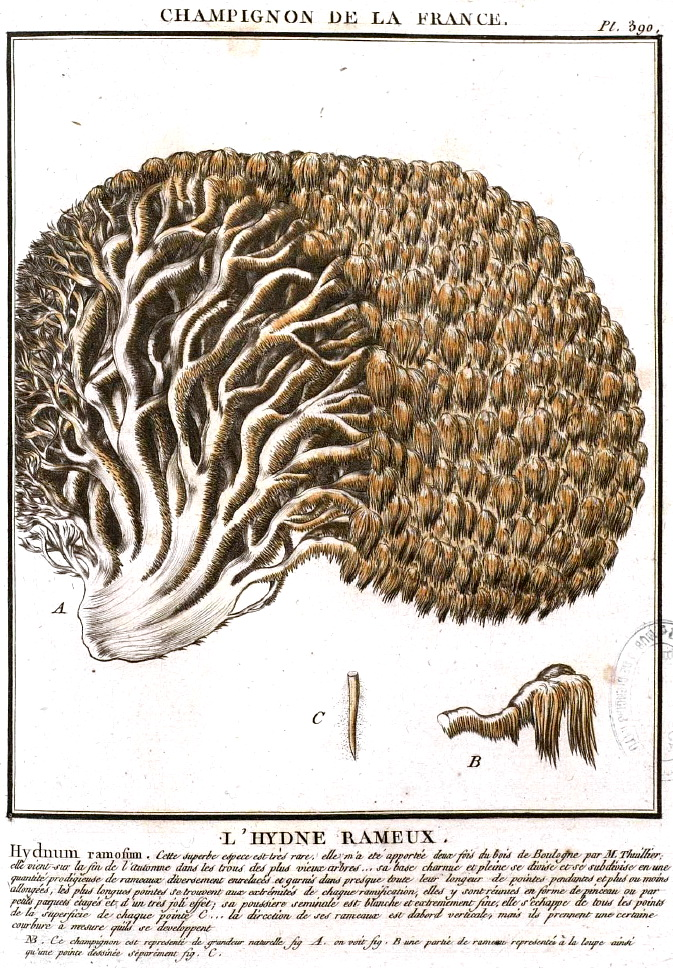
Hydnum ramosum (J.P. Bulliard, 1789)
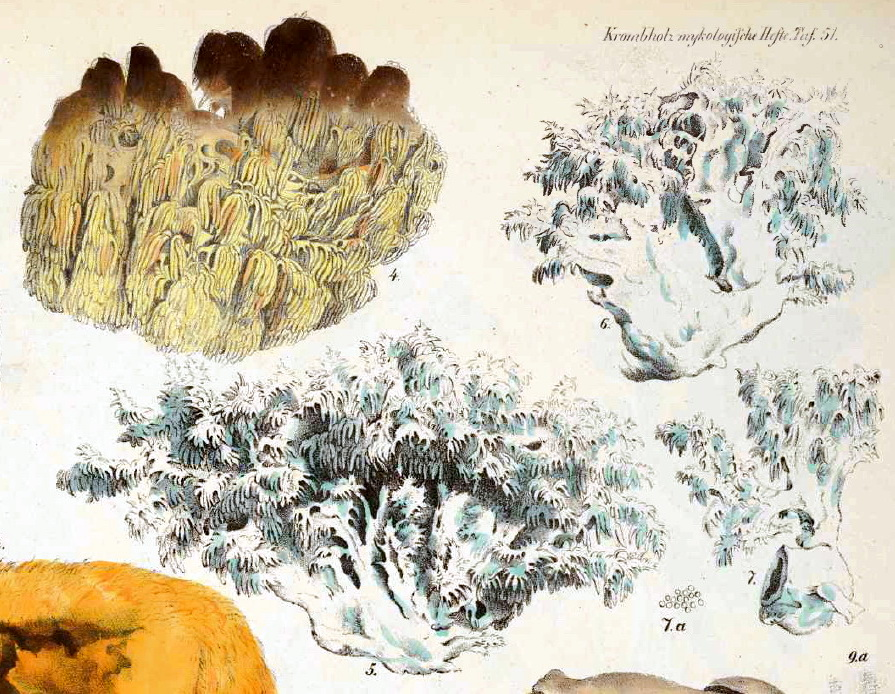
Hydnum coralloides (J.V. von Krombholz, ok. 1840)

## Występowanie i siedlisko
Podano stanowiska soplówki bukowej na wszystkich kontynentach z wyjątkiem Antarktydy, oraz na Nowej Zelandii i Madagaskarze. W Polsce występuje na całym obszarze, ale głównie na południu i północy kraju, w zasięgu lasów bukowych. Do 2020 r. podano około 300 jej stanowisk. Znajduje się na Czerwonej liście roślin i grzybów Polski. Ma status V – gatunek narażony na wymarcie. Znajduje się na listach gatunków zagrożonych także w Belgii, Czechach, Niemczech, Danii, Anglii, Litwie, Norwegii, Holandii, Szwecji, Finlandii. W Polsce w latach 1983–2014 podlegała ochronie ścisłej, od 2014 r. objęta jest ochroną częściową grzybów.
Występuje w lasach liściastych, głównie na buku, rzadziej na brzozie brodawkowatej i topoli osice. Poza lasami spotykana bardzo rzadko. Preferuje siedliska wilgotne. Rośnie szczególnie na obumarłych, przewróconych lub złamanych pniach drzew.